# Могилянский, Александр Ефимович
Алекса́ндр Ефимович Могиля́нский  (род. 1942, Цалка, Грузия) — советский и американский шашист, панамериканский чемпион 1992 и 2005 годов, чемпион СССР 1979 года по международным шашкам, чемпион Латвии (1978, 1986),  чемпион США (1991, 1993, 1997, 2007, 2011). Международный гроссмейстер, гроссмейстер СССР, госсмейстер США. Проживает в Баксе
С 21 апреля 1985 года — член символического клуба победителей чемпионов мира Роба Клерка.

## Биография
Александр Могилянский ученик Юрия Анатольевича Шмидта и Зиновия Исааковича Цирика. В 1959 году победил на чемпионате СССР среди юношей. На чемпионате СССР по международным шашкам в 1979 году стал чемпионом страны, в 1973 году был вторым призёром, в 1975 и 1987 годах стал третьим призёром. Участник чемпионатов мира от СССР 1980 года (9 место), от США 1992 (10 место), 2005 (10 место в предварительной подгруппе) и 2011 годов (16 место).
Дважды побеждал на Панамериканских чемпионатах (1992 и 2005), в 1997 и 2011 годах был вторым после суринамца Гуно Бурлесона и бразильца Аллана Силва.
Тренировал трёх чемпионов мира - Анатолия Ганварга, Александра Дыбмана, Ольгу Левину. 
Сыновья — Андрей Могилянский (1970), Александр Вильям Могилянский (2009). Дочь Люсия Могилянская (1999).       